# Kresy

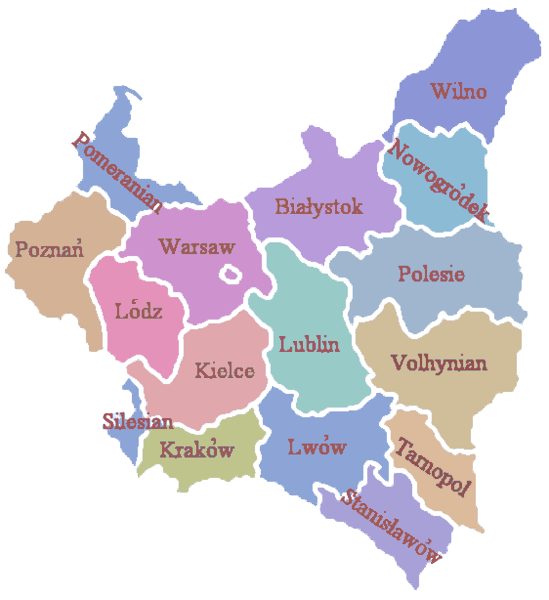
Mapa que mostra els voivodats de Polònia entre les guerres mundials. Els voivodats de l'est foren, més o menys, els Kresy Wschodnie d'aquell període.

El nom Kresy (Terres frontereres en polonès), o Kresy Wschodnie (Terres frontereres de l'est), era l'apel·latiu donat a les antigues terres orientals de Polònia, obtingudes del Gran Ducat de Lituània i de majoria poblacional al·lòfona (lituans, bielarussencs, ucraïnesos).
Inicialment es denominava Kresy la frontera entre el Regne de Polònia i les terres dels tàrtars (del Dnièster al Dnièper). A partir del segle xix el terme Kresy prengué el valor actual; d'ençà el 1919 era sinònim de 'terres situades a l'est de la línia Curzon'. Actualment, a Polònia es denomina Kresy les terres orientals de la Segona República Polonesa, de majoria lituana, bielarussenca o ucraïnesa, que van ser annexades per la Unió Soviètica i actualment formen part de la Lituània, la Belarús i la Ucraïna independents. El terme sovint té connotacions irredemptistes, si bé no sempre.